# The Lobster
The Lobster (A Lagosta (título em Portugal) ou O Lagosta (título no Brasil)) é um filme dos géneros comédia romântica, humor negro, ficção científica e suspense, realizado e escrito por Yorgos Lanthimos e Efthymis Filippou e protagonizado por Colin Farrell e Rachel Weisz. Foi coproduzido entre os estúdios da Irlanda, Reino Unido, Grécia, França e dos Países Baixos.
Fez sua estreia mundial no Festival de Cannes a 15 de maio de 2015, onde competiu pela Palma de Ouro e ganhou o Prémio do Júri.
Estreou-se no Reino Unido e na Irlanda a 16 de outubro de 2015, na Grécia e nos Países Baixos a 22 de outubro e em França a 28 de outubro do mesmo ano. Foi lançado em Portugal a 19 de maio de 2016.

## Elenco
- Colin Farrell como David[10]
- Rachel Weisz como mulher míope
- Jessica Barden como mulher com hemorragia nasal
- Olivia Colman como gestora do hotel
- Ashley Jensen como mulher com os bolinhos
- Ariane Labed como camareira
- Angeliki Papoulia como mulher sem coração
- John C. Reilly como homem que ceceia
- Léa Seydoux como líder solitária
- Michael Smiley como nadador solitário
- Ben Whishaw como homem que coxeia
- Roger Ashton-Griffiths como doutor
- Ewen MacIntosh como guarda do hotel

## Recepção

### Reconhecimentos
| Lista de prémios e nomeações                                 | Lista de prémios e nomeações                                 | Lista de prémios e nomeações                            | Lista de prémios e nomeações |
| Prémio / festival                                            | Categoria                                                    | Destinatários e nomeados                                | Resultado                    |
| ------------------------------------------------------------ | ------------------------------------------------------------ | ------------------------------------------------------- | ---------------------------- |
| União da Crítica Cinematográfica                             | Grande Prémio                                                | The Lobster                                             | Indicado                     |
| Prémios da Academia Britânica de Artes do Cinema e Televisão | Melhor filme britânico                                       | The Lobster                                             | Indicado                     |
| Prémios British Independent Film                             | Melhor filme independente britânico                          | The Lobster                                             | Indicado                     |
| Prémios British Independent Film                             | Melhor realizador                                            | Yorgos Lanthimos                                        | Indicado                     |
| Prémios British Independent Film                             | Melhor ator                                                  | Colin Farrell                                           | Indicado                     |
| Prémios British Independent Film                             | Melhor atriz secundária                                      | Olivia Colman                                           | Venceu                       |
| Prémios British Independent Film                             | Melhor ator secundário                                       | Ben Whishaw                                             | Indicado                     |
| Prémios British Independent Film                             | Melhor argumento                                             | Yorgos Lanthimos e Efthimis Filippou                    | Indicado                     |
| Prémios British Independent Film                             | Produtor do ano                                              | Ceci Dempsey, Ed Guiney, Yorgos Lanthimos e Lee Magiday | Indicado                     |
| Festival de Cannes                                           | Palma de Ouro                                                | The Lobster                                             | Indicado                     |
| Festival de Cannes                                           | Prémio do Júri                                               | The Lobster                                             | Venceu                       |
| Festival de Cannes                                           | Queer Palm – Menção especial                                 | The Lobster                                             | Venceu                       |
| Festival de Cannes                                           | Palme Dog – Grande Prémio do Júri                            | Bob, o cão                                              | Venceu                       |
| Círculo dos Críticos de Cinema de Dublim                     | Melhor filme irlandês                                        | The Lobster                                             | 5.º lugar                    |
| Círculo dos Críticos de Cinema de Dublim                     | Melhor ator                                                  | Colin Farrell                                           | 5.º lugar                    |
| Prémios do Cinema Europeu de 2015                            | Melhor filme                                                 | The Lobster                                             | Indicado                     |
| Prémios do Cinema Europeu de 2015                            | Melhor realizador                                            | Yorgos Lanthimos                                        | Indicado                     |
| Prémios do Cinema Europeu de 2015                            | Melhor ator                                                  | Colin Farrell                                           | Indicado                     |
| Prémios do Cinema Europeu de 2015                            | Melhor argumentista                                          | Yorgos Lanthimos e Efthimis Filippou                    | Venceu                       |
| Prémios do Cinema Europeu de 2015                            | Melhor figurinista                                           | Sarah Blenkinsop                                        | Venceu                       |
| Prémios Evening Standard British Film                        | Melhor filme                                                 | The Lobster                                             | Indicado                     |
| Prémios Evening Standard British Film                        | Prémio de melhor comédia                                     | Olivia Colman                                           | Indicado                     |
| Prémios Evening Standard British Film                        | Prémio de melhor comédia                                     | Colin Farrell                                           | Indicado                     |
| Festival Internacional de Cinema da Flandres-Gante           | Prémio Georges Delerue de melhor desenho de som              | The Lobster                                             | Venceu                       |
| Prémios Irish Film & Television                              | Melhor ator principal (cinema)                               | Colin Farrell                                           | Indicado                     |
| Círculo dos Críticos de Cinema de Londres                    | Filme britânico / irlandês do ano                            | The Lobster                                             | Indicado                     |
| Círculo dos Críticos de Cinema de Londres                    | Atriz secundária do ano                                      | Olivia Colman                                           | Indicado                     |
| Círculo dos Críticos de Cinema de Londres                    | Ator britânico / irlandês do ano                             | Colin Farrell                                           | Indicado                     |
| Festival Internacional de Cinema de Miami                    | Grande Prémio do Júri de melhor realizador                   | Yorgos Lanthimos                                        | Venceu                       |
| Sociedade dos Críticos de Cinema em Linha                    | Melhor filme estrangeiro                                     | The Lobster                                             | Venceu                       |
| Festival Internacional de Cinema de Roterdão                 | Prémio ARTE Internacional de melhor projeto CineMart de 2013 | The Lobster                                             | Venceu                       |